# Acanthosaura crucigera
Acanthosaura crucigera — вид ящірок, найменший представник роду акантозаврів з родини агамових. Також відомий під назвами рога́тий акантоза́вр, акантоза́вр Бу́ленджера, акантоза́вр хрестоно́сний.

## Опис
Загальна довжина тіла сягає 24-26 см. Самці дещо більші за самиць. Один з найкрасивіших представників свого роду. Колір шкіри коливається від зеленого до бурого. Спину прикрашає малюнок з темних та жовтуватих крапочок й цяток. Луска гребенів жовтувата. Потиличний гребінь вище спинного та відокремлений від нього широким проміжком. На шиї розвинений горловий мішок світлого кольору з контрастною червонуватою плямою. Райдужка очей червонувата.

## Спосіб життя
Полюбляє лісисту, вологу місцину. Практично усе життя проводить на деревах. Живиться комахами. Досить агресивна тварина.
Це яйцекладна ящірка. Самиця відкладає до 9 яєць.

## Розповсюдження
Мешкає у М'янмі, Лаосі, Камбоджі, Таїланді, В'єтнамі та на заході Малайзії.